# Mort aux Ludwig von 88
Mort aux Ludwig von 88 est un album sorti en 2007. Cet album d'hommage réunit 40 groupes en tout genre de la scène française du moment, entièrement avec des reprises des Ludwig von 88 pour « apprendre aux Ludwig à faire des tubes avec leurs chansons pourries ».

## Groupes participants
Parmi les groupes participants, sont présents :
- Miss Hélium (techno-punk),
- Guerilla poubelle (punk),
- Svinkels (Hip-Hop),
- Le Pélican Frisé
- Los Tres Puntos (ska-rock),
- Lutin bleu (alternatif),
- René Binamé (punk),
- La Fraction,
- Garage Lopez,
- Brigitte Bop,
- Vaquette,
- Cellule X (hip-hop alternatif).
- Marcel et son Orchestre

## Liste des titres
| 1.  | Tuez Les Tous!                                        | Miss Helium                              | 4:01 |
| 2.  | Monde Violent                                         | Les Suprêmes Dindes                      | 2:31 |
| 3.  | HLM                                                   | No Water Please                          | 2:57 |
| 4.  | Louison Kramps: Medley William Kramps + Louison Bobet | Les Fils de Teuhpu                       | 5:15 |
| 5.  | Fistfuck Playa Club                                   | Unlogistic                               | 0:42 |
| 6.  | Houlala! (Remixé par Cali (Olivier Fournier))         | SuperPreachers                           | 2:13 |
| 7.  | Je Suis Une Légende                                   | Sexypop                                  | 3:49 |
| 8.  | Thorfin Le Pourfendeur                                | Lutin Bleu                               | 4:29 |
| 9.  | Pourquoi?                                             | Killa Carltoon, PM Gaillard Sans Gêne    | 1:54 |
| 10. | Spock Around The Clock                                | Sporto Kantes                            | 2:56 |
| 11. | On M'Appelle                                          | Lareplik                                 | 1:08 |
| 12. | Twist à Koweit City                                   | Les Zetlaskars Et La Trompida            | 3:32 |
| 13. | Le Manège Enchanté                                    | Svinkels                                 | 2:59 |
| 14. | Harry Callahan (I Wanna Be A Poulet)                  | Es La Guerilla                           | 5:45 |
| 15. | Un Cri Inutile Sur Une Compile Inutile                | Vérole                                   | 0:13 |
| 16. | Oui Oui Et La Voiture Jaune                           | Les Betteraves                           | 1:57 |
| 17. | Jeanne D'Arc                                          | Edouard Nenez Et Les Princes De Bretagne | 2:27 |
| 18. | Pocahontas (Chaque Fois)                              | Brigitte Bop                             | 2:11 |
| 19. | Oh Lord                                               | David Vincent                            | 4:07 |
| 20. | Sur La Vie De Mon Père                                | Tuna                                     | 3:19 |

| Disque 2 | Disque 2                         | Disque 2                            | Disque 2 | Disque 2 | Disque 2 | Disque 2 | Disque 2 | Disque 2 | Disque 2 |
| No       | Titre                            | Interprète                          | Durée    |          |          |          |          |          |          |
| -------- | -------------------------------- | ----------------------------------- | -------- | -------- | -------- | -------- | -------- | -------- | -------- |
| 1.       | New Orleans                      | Homeboys                            | 3:44     |          |          |          |          |          |          |
| 2.       | Spock Around The Clock           | Marcel et son Orchestre             | 3:09     |          |          |          |          |          |          |
| 3.       | Paris Brûle-T-Il ?               | Irie Members Band                   | 4:10     |          |          |          |          |          |          |
| 4.       | Mon Cœur S'Envole                | Garage Lopez                        | 3:01     |          |          |          |          |          |          |
| 5.       | Sur Les Sentiers De La Gloire    | Los Tres Puntos                     | 1:55     |          |          |          |          |          |          |
| 6.       | Sur La Vie De Mon Père           | Washington Dead Cats                | 2:29     |          |          |          |          |          |          |
| 7.       | Les 3 Petits Keupons             | René Binamé et Les Roues De Secours | 3:14     |          |          |          |          |          |          |
| 8.       | Des Barbelés Sur La Prairie      | Dead Pop Club                       | 2:53     |          |          |          |          |          |          |
| 9.       | Little Boy                       | Cellule X                           | 5:03     |          |          |          |          |          |          |
| 10.      | HLM                              | Le Pélican Frisé                    | 2:50     |          |          |          |          |          |          |
| 11.      | Tamèrantong                      | Le Maximum Kouette                  | 2:48     |          |          |          |          |          |          |
| 12.      | Je T'Aime                        | Les Houlala!                        | 1:45     |          |          |          |          |          |          |
| 13.      | Oui Oui Et La Voiture Jaune      | Massilia Sound System               | 2:42     |          |          |          |          |          |          |
| 14.      | Guerriers Balubas                | La Fraction                         | 1:57     |          |          |          |          |          |          |
| 15.      | Nous                             | Tristan-Edern Vaquette              | 4:56     |          |          |          |          |          |          |
| 16.      | Lapin Billy S'En Va-T'En Guerre  | Les Vieilles Salopes                | 2:02     |          |          |          |          |          |          |
| 17.      | Big Ba'O (Complete Mix) (Bilbao) | Junior Cony                         | 5:21     |          |          |          |          |          |          |
| 18.      | Cia Cescu (Ceausescu)            | Ronan Ronan                         | 4:14     |          |          |          |          |          |          |
| 19.      | Un Quai D'Gare                   | P4ALAFNAC                           | 2:23     |          |          |          |          |          |          |
| 20.      | 30 Millions D'Amis               | Les Slugs                           | 4:58     |          |          |          |          |          |          |
| 123:59   |                                  |                                     |          |          |          |          |          |          |          |